# Daniele Buetti

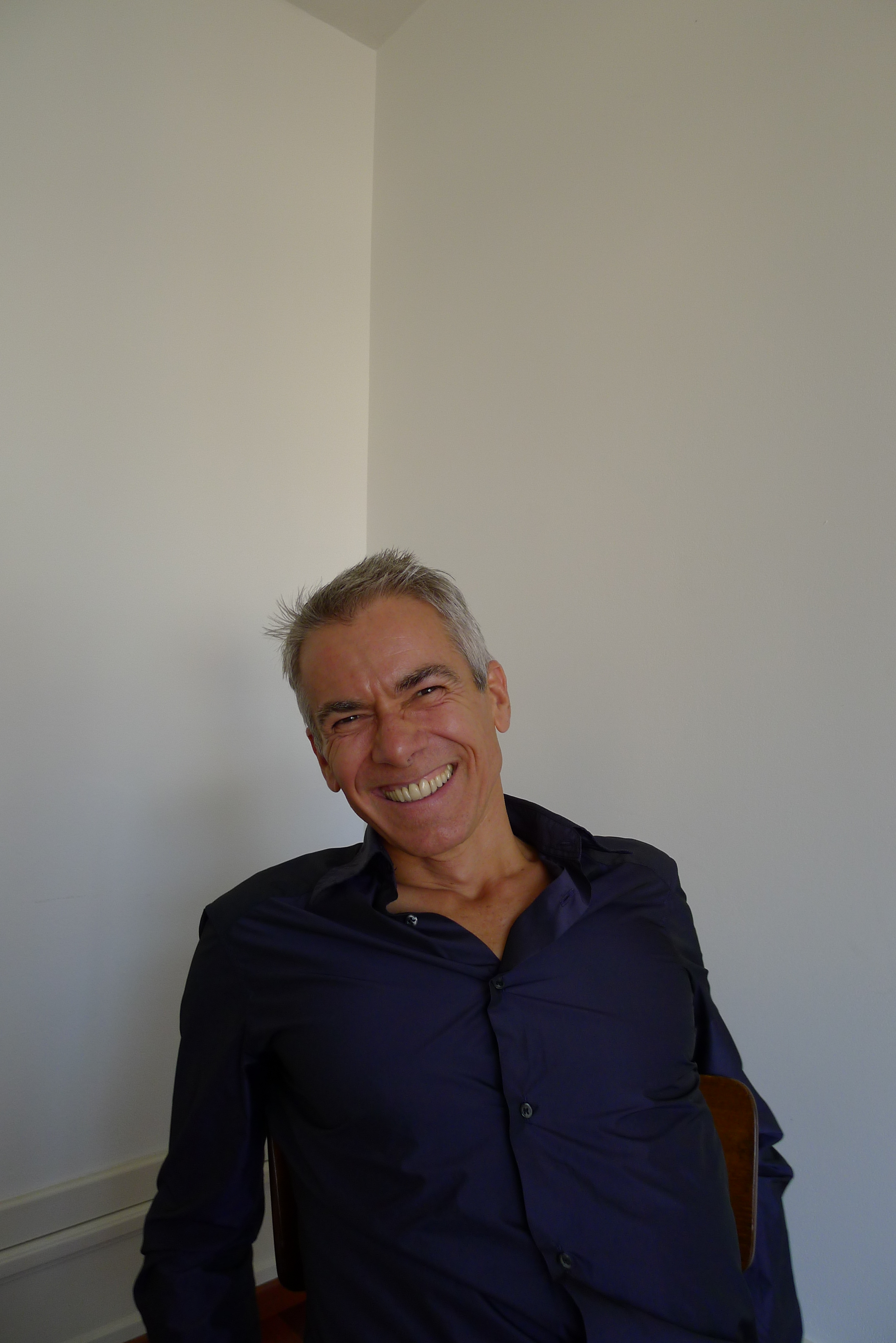
Daniele Buetti.

Daniele Buetti (ur. 1956 we Fryburgu) – szwajcarski artysta-fotografik. W latach 90. XX wieku znany ze swoich przerabianych zdjęć supermodelek. Od 2004 pełni funkcję profesora fotografii w Akademii Sztuk Pięknych w Münster.